# Mouse on Mars
Mouse on Mars és un duo de música electrònica alemany format per Jan St. Werner i Andi Toma el 1993. La seva música és una barreja de gèneres electrònics com l'IDM, el dub, el krautrock, el breakbeat i l'ambient, amb un ús intensiu de sintetitzadors analògics i modulació de freqüències creuades. La seva música també inclou instrumentació en directe, com ara corda, trompes, bateria, baix i guitarra.

## Història
St. Werner, de Colònia, i Toma, de Düsseldorf, són dos amics de la infància que van néixer el mateix dia i al mateix hospital, i ambdós van experimentar amb la música electrònica a mitjans de la dècada del 1990. En els seus enregistraments primerencs, la seva música era principalment krautrock, dub, tecno i ambient, i no incloïa veus, però els enregistraments més recents inclouen cada cop més veus d'artistes convidats, molts dels quals han fet gires amb el duet.
El seu primer àlbum, Vulvaland, va ser publicat el 1994 pel segell discogràfic britànic Too Pure. El seu segon àlbum, Iaora Tahiti, té un toc més lúdic i abasta una varietat més àmplia de gèneres música electrònica de ball. Amb els anys, el seu so ha augmentat en calidesa i alegria, fet que el duet ha anomenat «anàlisi fantàstica». El seu sisè àlbum, Niun Niggung, publicat per Domino Records l'any 2000, va mostrar com els instruments en directe esdevenien més prominents. Idiology, el seu setè àlbum, va continuar aquesta pràctica, i al seu vuitè àlbum, Radical Connector, van adoptar un enfocament més pop. Ambdós també van incloure cada cop més veus, principalment del bateria de gira Dodo NKishi.
Mouse on Mars actua sovint en directe com a trio, amb Toma i St. Werner acompanyats pel bateria Dodo NKishi. El 2005 van publicar el seu primer àlbum en directe, titulat Live 04. La banda va publicar el seu desè àlbum d'estudi, Parastrophics, gairebé sis anys després, el febrer de 2012. Va ser el seu primer treball publicat amb el segell discogràfic Monkeytown de Modeselektor.
Sis anys més tard, Mouse on Mars va sumar esforços amb la discogràfica Thrill Jockey per a publicar Dimensional People a l'abril de 2018. amb motiu d'aquest disc, el grup va actuar amb el nom de Dimensional People Ensemble, un conjunt de bateria, trompes, cordes, veus i instruments electrònics, tocats per robòtica i humanoides.

## Col·laboracions
Mouse on Mars va col·laborar a l'estudi i va fer gires amb Stereolab a mitjans dels anys 1990. Els resultats es poden escoltar a l'àlbum Dots and Loops de Stereolab i al seu senzill Miss Modular, i a l'EP Cache Cœur Naïf de Mouse on Mars. St. Werner i Lætitia Sadier també han fet duets de karaoke. El duet va col·laborar amb Mark E. Smith de The Fall, primer a l'EP Wipe That Sound el 2004, i després formant el grup Von Südenfed el 2007 que va publicar l'àlbum titulat Tromatic Reflexxions.
St. Werner ha publicat treballs en solitari amb el seu propi nom, i com a Lithops i Noisemashinetapes. St. Werner també col·labora amb Markus Popp del grup Oval a la formació de música experimental electrònica Microstoria, així com amb la reconeguda artista visual Rosa Barba. Mentre publicaven àlbums en segells independents britànics, Mouse on Mars va crear el seu propi segell, Sonig, en el qual publiquen treball propi i el d'altres artistes alemanys. També han produït diversos EP i han gravat música per a bandes sonores de pel·lícules, a més de remesclar obres d'altres músics.
El novembre de 2012 es va publicar un miniàlbum titulat WOW. L'àlbum va ser la primera col·laboració enregistrada del duet amb el vocalista Dao Anh Khanh, el productor Eric D. Clarke i el grup de post-punk argentí Las Kellies.

## Discografia
- Vulvaland (1994)
- Iaora Tahiti (1995)
- Autoditacker (1997)
- Instrumentals (1997)
- Glam (1998)
- Niun Niggung (1999)
- Idiology (2001)[14]
- Radical Connector (2004)[15]
- Varcharz (2006)
- Parastrophics (2012)
- Dimensional People (2018)
- AAI (2021)[16]
- Spatial Jitter (2022)
- Herzog Sessions (2024)

### Àlbums en directe
- 2005: Live 04

### Miniàlbums
- 2012: WOW

### Col·laboracions
- 2007: Tromatic Reflexxions (amb Mark E. Smith com a Von Südenfed)